# Пригоди Електроніка
«Пригоди Електроніка» (рос. «Приключения Электроника») — український радянський дитячий музичний трисерійний телефільм 1979 року режисера Костянтина Бромберга. Один з найпопулярніших дитячих художніх фільмів за всю історію радянського і російського кінематографа. Музику до фільму написав композитор Євген Крилатов.
Фільм знятий на Одеській кіностудії за мотивами фантастичних повістей Євгена Велтистова «Електронік — хлопчик з валізи» (1964) і «Рессі — невловимий друг» (1971). Прем'єра фільму відбулася 23 березня 1980 року в кінозалі одеського санаторію «Україна», а 2 травня того ж року фільм вийшов у телеефір. У фільмі звучить одна з найвідоміших дитячих пісень початку 1980-х — «Крилаті гойдалки».
Назва серій: 
1 серія — «Втеча» (1 год 11 хв); 
2 серія — «Таємниця 6 "Б"» (1 год 4 хв); 
3 серія — «Хлопчик з собакою» (1 год 4 хв).

## Сюжет
З лабораторії професора Громова втікає робот на ім'я Електронік, як дві краплі води схожий на хлопчика, чий портрет був поміщений на журнальній обкладинці, і чия зовнішність використовувалася професором при створенні Електроніка. Схожість з «прототипом» абсолютна; єдина зовнішня відмінність Електроніка від живої людини — відсутність емоцій, зокрема, нездатність посміхатися (надалі, він набуває і цієї навички). Випадковим чином обставини складаються так, що «двійники» зустрічаються.
У цей же час у закордонному місті Теймер діє банда злочинців, очолювана кримінальним авторитетом Стампом. Він доручає Уррі, найкращому гангстерові з усієї банди, знайти і викрасти Електроніка, який потрібен для участі в «злочині століття» — пограбуванні міської картинної галереї. Уррі на мотоциклі прибуває в СРСР для виконання відповідального завдання свого шефа.
Шестикласник Сергій Сироїжкін, кредо якого — жити в своє задоволення, не напружуючись — ближче знайомиться з Електроніком, дивуючись унікальним здібностям і швидко бере свого двійника в оборот: пропонує йому ходити замість себе в школу і навіть з'являтися у себе вдома, переконуючи його, що саме таким чином той і «стане людиною» (стати людиною було мрією Електроніка). Ніхто не може відрізнити Електроніка від Сергія. У робота з'являються друзі. Вчителі не можуть натішитися на здібного учня, який раптово виявив небачені таланти в математиці, фізкультурі, малюванні і навіть у співі. Батьки Сергія теж не підозрюють про підміну і тільки радіють успіхам псевдосина.
Уррі раз за разом зазнає невдачі, дивуючись унікальним здібностям Електроніка. Він не може відразу схопити робота, оскільки не може зрозуміти, як ним управляти.
З часом Сироїжкін розуміє, що залишився не при справах, оскільки робот зайняв його місце в житті. Усвідомлюючи безвихідь свого нового становища, Сергій вирішує «вийти з підпілля», зізнавшись друзям, що останнім часом його в школі і вдома заміняв робот Електронік.
Уррі не залишає своїх спроб. У підсумку за допомогою спеціальної валізи, що паралізує будь-якого робота, йому вдається викрасти Електроніка і в цій же валізі вивезти за кордон. Доставивши робота Стампу, Уррі замість подяки одержує недовіру: ватажок банди не вірить, що в Електроніка немає кнопки, і вважає, що Уррі навмисне приховує цю інформацію. Уррі потрапляє в опалу. Однак, поступово Стамп розуміє, що з Електроніком дійсно краще розмовляти не як з роботом, а як з людиною — наївною людиною, безпосередньою дитиною. Спритним обманом, користуючись дитячою довірливістю Електроніка, Стамп готує його до «пограбування століття», в якому робот повинен буде виконати ключову роль.
Тим часом у школі Сергія Сироїжкіна настає хаос. Вчителі, дізнавшись про деталі цієї неймовірної історії з підміною, визнають недійсними всі «п'ятірки», які встиг отримати Електронік, заміщаючи Сироїжкіна. Вони вимагають від Сергія негайної перездачі з усіх предметів. Викладачі недвозначно вказують Сироїжкіну, що він просто зобов'язаний вивчити всі шкільні дисципліни і здати їх не гірше робота. З титанічними зусиллями у Сергія це виходить.
А за кордоном відбувається «злочин століття». Переконавши Електроніка (для якого загальне благо і справедливість — понад усе), що в будівлі галереї знаходяться великі полотна відомих художників всіх часів, які уряд міста не дає споглядати простим городянам — поціновувачам високого мистецтва, Стамп просить Електроніка вилучити полотна з будівлі, щоб потім їх «виставити на загальний огляд», відновивши таким чином справедливість. Електронік через медальйон-передавач намагається зв'язатися з Сироїжкіним, щоб отримати його пораду, але безуспішно — другий аналогічний прилад Сироїжкіним загублений, Електроніку ніхто не відповідає. Рано вранці члени банди Стампа, обдуривши легковірних охоронців, доставляють в музей Електроніка та його собаку Рессі, загримованих під скульптуру «Хлопчик з собакою» (фігура хлопчика з собакою зображена на гербі цього міста), і бронзового бовдура з Уррі всередині. Після відходу охоронців Електронік «оживає» і, як наставляв його Стамп, відключає сигналізацію і впускає всередину будівлі бандитів. Вирізані картинні полотна, згорнуті в загальний рулон, Електроніка та бронзову фігуру з Уррі вони замикають у фургоні вантажівки і вивозять з музею. По дорозі Уррі «розкриває очі» Електроніку на справжнє обличчя Стампа. Електронік вирішує виправити свою помилку, повернувши вкрадені картини на колишнє місце. Він захоплює вантажівку і, переслідуваний бандитами, прямує назад в музей. У музеї його оточують люди Стампа, готові на все, щоб повернути полотна, не піднімаючи шуму … Ситуація стає критичною. Раптом медальйон-передавач починає видавати звуки: Сироїжкін знайшов-таки свій передавач. Електронік в двох словах описує Сергію ситуацію. На тому кінці консиліум з школярів, їх батьків, вчителів школи та професора Громова з помічницею гарячково намагається знайти варіант дій для Електроніка. Рішення було знайдено маленьким рудим-конопатим моторним хлопчиком Чижиковим: запустити великий годинниковий механізм з курантами, що знаходиться на міській вежі міста, який не працював довгі роки. Діючи згідно з отриманою від Сергія інструкцією, Електронік запускає цей баштовий годинник, прикріплює вирізані грабіжниками полотна до рамок поворотного механізму, пов'язаного з годинником. Електронік і Рессі забираються на обертовий від годинникового механізму шпиль будівлі і завмирають там, зображуючи собою фігуру хлопчика з собакою, як на міському гербі. Бій годинника будить усе місто, у всіх будинках відкриваються вікна, віконниці, через пару хвилин біля вежі збирається захоплений народ. Розсерджений Стамп з бандою змушений терміново ретируватися, залишившись ні з чим.
Минає якийсь час. Професор Громов привозить Електроніка до школи, де навчається Сироїжкін, згідно зі своїм рішенням подарувати хлопчика-робота школі. Всі учні вибігають йому назустріч. Звучить закадрова пісня «Ти — людина».

## У фільмі знімалися

### У головних ролях
- Володимир Торсуєв — Електронік (озвучування Надія Под'япольська, вокал Олена Шуенкова)
- Юрій Торсуєв — Сергій Сироїжкін (озвучування Ірина Гришина, вокал Олена Камбурова)
- Микола Гринько — професор Громов
- Єлизавета Нікіщіхіна — Маша, асистент Громова
- Василь Скромний — Макар Гусєв
- Оксана Алексєєва — Мая Свєтлова
- Максим Калінін — Максим Корольков
- Євген Лівшиць — Чижиков
- Дмитро Максимов — Віктор Смирнов
- Валерія Солуян — Зоя Кукушкіна
- Микола Караченцов — Уррі
- Володимир Басов — Стамп

У Володі і Юри Торсуєва були дзвінкі, але зовсім не поставлені голоси. До того ж під час зйомок їхні голоси почали ламатися, а оскільки більша частина фільму знімалася в Одесі, то до кінця зйомок хлопчики придбали одеський говір, через що при монтажі всі їхні репліки були переозвучені іншими акторами. Тим часом, Костянтин Бромберг з самого початку хотів, щоб Електронік і Сироїжкін говорили різними за тембром голосами (щоб глядачам було легше їх розрізняти), тому переозвучка була виконана двома акторами, а не одним. Це і пояснює, чому Сироїжкін і Електронік протягом усього фільму говорять зовсім різними за звучанням голосами — Сироїжкін говорить з невеликим хрипом і басом, а у Електроніка голос має мелодійний відтінок. Єдиний фрагмент, який не був переозвучили — сміх Сироїжкіна після того, як йому представляється Електронік в сцені їхнього знайомства.

### У ролях
- Мая Булгакова — директор школи
- Євген Весник — учитель математики Таратар
- Микола Боярський — учитель фізкультури Ростислав
- Роза Макагонова — учителька співу
- Марина Самойлова — учителька малювання
- Наталія Васаженко — мама Сироїжкіна
- Юрій Чернов — тато Сироїжкіна
- Валентина Воілкова — продавець в універмазі
- Лев Перфілов — Люг, гангстер в банді Стампа
- Геннадій Ялович — Брі, гангстер у банді Стампа
- Оксана Фандера — школярка
- Галина Осташевська — учителька
- ердельтер'єр Чингіз — Рессі, собака Електроніка

### Пісні
- «Пісенька Уррі» (Микола Караченцов)
- «Ми маленькі діти» (Олена Камбурова)
- «До чого дійшов прогрес…» (Олена Камбурова)
- «Крилаті гойдалки» (Дитячий хор Державного Академічного великого театру солістка Олена Шуєнкова)
- «Сумна пісенька Сироїжкіна» (Олена Камбурова)
- «Пісня іграшок» (Дитячий хор Державного Академічного великого театру п / у Ігоря Агофоннікова)
- «Це що ж таке…» (Олена Камбурова)
- «Це знає всякий» (Дитячий хор Державного Академічного великого театру солістка Олена Шуєнкова)
- «Пісенька Стампа» (Володимир Басов)
- «Б'є годинник на старій вежі» (Дитячий хор Державного Академічного великого театру солістка Олена Шуєнкова)
- «Ти — людина» (Дитячий хор Державного Академічного великого театру солістка Олена Шуєнкова)

## Знімальна група
- Автор сценарію: Євген Велтистов
- Режисер-постановник: Костянтин Бромберг
- Оператори-постановники: Костянтин Апрятін, Олександр Полинніков
- Художник-постановник: Володимир Ликов
- Композитор: Євген Крилатов
- Вірші пісень: Юрій Ентін
- Пісні виконують: Олена Камбурова, Олена Шуєнкова
- Звукооператори: Йосип Гольдман, Володимир Морозевич
- Режисери: В. Вінніков, С. Манн
- Художник по костюмах: Г. Уварова
- Художник по гриму: З. Губіна
- Художник-декоратор: В'ячеслав Зайцев
- Режисер монтажу: Надія Яворська
- Редактор: Олена Демченко
- Оператор комбінованих зйомок: Всеволод Шлемов
- Директори картини: Серафима Беніова, Григорій Коган, Олександр Хоружин

## Нагороди фільму
- Державна премія СРСР за 1982

## Підбір акторів
Планувалося, що Електроніка та Сироїжкіна зіграє один хлопчик, але режисер задумав знімати близнюків, у пошуках яких асистенти передивилися кілька сотень пар братів-близнюків по всьому Радянському Союзу. Володимир і Юрій Торсуєви були за рахунком 368-ю парою. Направлення на кінопроби їм дала завуч школи № 23, де вони тоді вчилися. На ці проби хлопчики прийшли зимового дня, коли стояв мороз під 40 градусів, і, крім них, більше на зустріч ніхто не прийшов. Від виконавців Сироїжкіна і Електроніка вимагалося, щоб вони вміли грати на гітарі, танцювати під музику, їздити на мопеді і хоча б трохи співати. Торсуєви вміли і те й інше і, окрім того, займалися в музичній школі. І тому в той день вибрали саме їх, хоча спочатку на головні ролі шукали хлопчиків трохи молодших.
На пробах хлопцям потрібно було розіграти сцену в гаражі, коли Сироїжкін пояснює Електроніку, що значить бути людиною. При підготовці до сцени у братів зав'язалася суперечка, хто кого гратиме, оскільки обом хотілося грати позитивного Електроніка. У підсумку Володя поступився Юрі роллю Електроніка, бо Юрій був старший. Під таким розподілом їх і затвердили у фільм, проте буквально в перший же знімальний день Костянтину Бромбергу щось не сподобалося в їхній грі і він поміняв їх місцями.
Але коли затвердили братів Торсуєвих, виявилося, що затверджений до цього на роль здорованя-хулігана
Макара Гусєва хлопчик був нижчий за них зростом. У підсумку вся увага асистентів з підбору акторів переключилася на підбір виконавця цієї ролі. Зрештою, виконавця ролі Гусєва, Васю Скромного, знайшли випадково і за кумедних обставин. Він скотився з перил на другого режисера фільму Юлію Константинову, коли вона в останній вирішальний день зазирнула до одеського інтернату.
Роль дівчинки Маї Свєтлової Костянтин Бромберг пропонував відомій уже Червоній Шапочці — Яні Поплавській, але юна зірка завередувала і відмовилася. На роль Маї також претендувала нікому не відома тоді Оксана Фандера, але у фільмі їй дісталася лише епізодична роль школярки, яка весь час плутає прізвище Чижикова. Оксана Алексєєва, яка зіграла в кінцевому підсумку Маю, сама прийшла на зйомки і, підійшовши до оператора фільму Костянтина Апрятіна, наївно запитала: «А коли ж я буду зніматися?». Апрятін сам зробив пробу, і так Оксана й потрапила в картину.
Максима Калініна, який зіграв інтелектуала Королькова, знайшли в басейні «Динамо» і просто там же зробили кінопроби, які занесли в картотеку кіностудій. Коли ж із ним зробили пробу до «Електроніка», то вона йому дуже не сподобалася, і він до кінця життя не знав, чим тоді сподобався Бромбергу. До того ж, як з'ясувалося, за задумом художника-постановника Володимира Ликова, персонаж Корольков («Професор») повинен був виглядати як довготелесий блондин в окулярах. Однак затверджений на цю роль Максим Калінін являв собою повну протилежність — невисокий брюнет з нормальним зором.
На роль професора Громова пробувалися Ростислав Плятт (його професор здався режисерові занадто вальяжним), Бруно Фрейндліх (актор відразу після проб захворів), Леонід Бронєвой (він посварився з оператором) та Олексій Сафонов.
Роль асистентки професора Громова Маші пропонували Ірині Муравйовій, але в неї був занадто щільний знімальний графік. Лія Ахеджакова не потрапила у фільм через занадто незлагідний характер. У Євгенії Ханєевої не пішов дует з Миколою Гриньком. На пробах  з'явилася Єлизавета Нікіщіхіна і так добре відіграла разом з ним, що режисер відразу її затвердив.
Коли Костянтина Бромберга запитали, кого він бачить у ролі ватажка банди — Стампа, він відповів: «Луї де Фюнеса», — після чого асистент по акторах зателефонувала Анатолію Папанову, але той був зайнятий. Володимир Басов неохоче погодився зніматися, тому що одну з ролей у фільмі грала його колишня дружина Роза Макагонова, хоча спільних епізодів у них не було.
На роль учителя фізкультури Ростислава спочатку затвердили Сергія Філіппова, але він захворів. Ходили розмови, що Філіппов взагалі «ненадійний», адже в будь-який момент може піти в запій. У підсумку вчителем фізкультури став Микола Боярський, дядько Михайла Боярського.

## Зйомки
Передача кольору радянської плівки «Свема» була така, що дітям доводилося накладати щільний грим і яскраво фарбувати губи (губи фарбувалися тільки рожевою помадою, тому що червона на плівці мала синюватий відтінок). Братам Торсуєвим для зйомок фарбували волосся в яскравий блонд по моді тих років. Існує припущення, що це послужило причиною того, що через кілька років хлопчики почали швидко лисіти. А коли в армії їм збрили волосся, то після цього їх кучері остаточно пропали.
Під час зйомок діти швидко росли, і доводилося постійно перешивати їм костюми. Братам Торсуєвим двічі змінили шкільну форму.
Для зйомок епізоду, в якому Рессі згризає пістолет Уррі («Ти навіщо зброю з'їв?»), знімальною групою були приготовлені два пластмасових пістолети: цілий і з відпиляним («відкушеним») стволом. Але на зйомці ердельтер'єр Чингіз насправді схопив пістолет зубами і розгриз його в буквальному сенсі. Оскільки більше цілих пістолетів не було, в картину увійшов саме цей дубль. Загалом Миколі Караченцову під час зйомок діставалося більше всіх. В епізоді, коли на голову Уррі падає штанга (бутафорська), актор впав додолу, наштовхнувшись на сучок. Режисерові він нічого не сказав і тільки після зйомок поїхав до лікарні, де йому наклали шов.
Володимир Басов особисто придумав костюм Стампа, оскільки заздалегідь пошитий костюм через непорозуміння виявився на три розміри більшим. Тоді Басов розсердився, а потім скомандував переляканій художниці по костюмах: «Дівчинко, знімайте штани!». Ледве вліз у її білі джинси, знайшов у гримерці чорний светр і залишився задоволений нарядом.
Євген Весник для ролі вчителя Таратара копіював Маршака — від вимови до здивованого, вічно дитячого погляду. А комічну ходу (бовтаються за спиною руки-батоги) скопіював з лікаря своєї районної поліклініки.

## Місця зйомок[5][6]
- На початку фільму асистентка Громова Маша приймає Уррі за монтера з Мосенерго. Однак місто, в якому відбувається дія, за усіма ознаками не Москва. На це вказують багато деталей: розташування поблизу морського узбережжя (добре видно в епізоді втечі Електроніка), відсутність річки, особливості забудови і планування. В першу чергу це помітить той, хто добре знає Одесу, оскільки частина зйомок пройшла саме там. Інша ж частина пройшла у Вільнюсі в мікрорайоні Лаздинай.
- Втечу Електроніка знімали на узбережжі Куяльницького лиману та селища Котовського.
- В епізоді, коли тато Сироїжкіна приїжджає додому на вантажівці, на борту чітко видно напис українською мовою «Мінавтотранс» і серія номерів ОГ, яка в той час використовувалася в Одеській області.
- Епізод, у якому на Маю в парку нападають хулігани, був знятий у вільнюському парку Вінгіс, але в різних місцях, бо спочатку на задньому плані помітна група дерев, а вже в наступній сцені (знайомство з Сироїжкіним) за спиною у Маї виявляються самотнє дерево й естрадний майданчик Вінгіс. Між тим, епізод, де Електронік проявляє інтерес до собак біля штучної водойми, був знятий в одеському парку імені Леніна (тепер парк «Перемоги»).
- Одеський Палац спорту (був побудований за рік до зйомок), куди приїжджає Сироїжкін для медичного обстеження перед матчем між командами «Інтеграл» та «Альбатрос», розташований на проспекті Шевченка, 31. Тут же Сироїжкін і Електронік спостерігають у вікно, як Мая та інші дівчатка займаються гімнастикою (але насправді через це вікно можна було бачити тільки хол з вішаками). Нині будівля використовується багатопланово: як власне Палац спорту, як торговий центр, як виставковий центр і як концертний зал. Фонтан на майданчику перед входом, який помітний у фільмі, тепер не функціонує. Вхід, який використовується у фільмі, зараз закритий рекламними щитами (але розпізнається по статуї і фонтану з фільму), для входу в палац використовуються три бокових під'їзди. На жаль, льодова ковзанка в будівлі не працював тривалий час, адже холодильне обладнання було повністю зруйновано. Відтепер після капітального ремонту в 2016 році ковзанка знову працює.
- Там же, на проспекті Шевченка, 1 знаходиться будівля Національного політехнічного університету (тоді палац культури студентів Одеського політехнічного інституту), повз який на початку фільму Сироїжкін тікає від Гусєва.
- Магазин іграшок (де Електронік влаштовує чергове подання і пізніше забирає звідти Рессі) — це «Дитячий світ» на вулиці Леніна, 14 (тепер Рішельєвська). З тих пір кутове приміщення тодішнього відділу іграшок змінило безліч власників, а сам магазин зберігся, хоча й змінив назву. А ось інтер'єр його знімався в «Будинку іграшок» на вулиці Карла Маркса (нині Катерининська).
- Будинок Сироїжкіна (відомий за назвою розташованого в ньому продовольчого магазину «Дари природи») знаходиться на вулиці Свердлова, 29 (зараз Канатна). На тій же вулиці обабіч будівлі облвиконкому (Канатна, 83) була знята перша зустріч Сироїжкіна з Електроніком. Характерні товсті колони під будівлею, які видно під час першої зустрічі, а також ще кілька разів фігурують у фільмі, зараз непомітні, оскільки закриті тонованими скляними стінами (схоже, там був облаштований ресторан).
- «Сумна пісня» Сироїжкіна знімалася в різних місцях. Мопед Сироїжкіна ламається на мосту Коцебу (вулиця Рози Люксембург, нині Буніна). У кадр потрапляють готель «Червоний», швейна фабрика ім. Воровського та адміністративний корпус заводу «Епсилон». У наступному кадрі Сироїжкін штовхає мопед з-під Сабанеєвого мосту вгору до площі Потьомкінців і продовжує ремонт то біля фонтану на Соборній площі, то знову біля фонтану, але вже біля музею морського флоту на вулиці Ласточкіна (тепер Ланжеронівська).
- Події в закордонному місті знімалися в вільнюських районах Лаздинай[en] і Старе місто. Сцени в музеї знімалися у дворі Тракайського замку. У кадр також потрапив легендарний костел Святої Анни (протягом фільму повз нього кілька разів проїжджає банда Стампа), а також сусідній Костел св. Франциска Асизького і Бернарда. У Лаздинаї також знаходиться середня школа (тоді — № 36, нині Вільнюська Лаздинайська середня школа, Žeručio g., 4), будівля якої знімалася як школа (інтер'єрні ж зйомки проходили в павільйонах Одеської кіностудії) в «шкільних сюжетах»[7] («Ти — людина») (ця ж школа знята в 1974 році у фільмі «Веселі історії»). У Лаздинаї також було знято кілька початкових кадрів пісні «До чого дійшов прогрес».
- Епізоди всередині башти з годинником і епізоди в деяких класних кімнатах знімалися в декораціях на Одеській кіностудії. Для сцени, де Електронік разом з Рессі спускається по стіні вежі, була побудована горизонтальна декорація під невеликим нахилом.

## Техніка у фільмі
- Сироїжкін у фільмі їздить на мопеді «Верховина-4».
- Батько Сироїжкіна працює водієм на вантажівці чехословацького виробництва «Škoda-706RTTN» з авторефрижератором «Orličan N12CH», на якому написано «Мінавтотранс».
- Мотоцикл Уррі — «Ява-634» чехословацького виробництва.
- Стамп у фільмі їздить на автомобілі марки «Buick Elektra».
- Автомобілі бандитів — «Pontiac Ventura», «Ford Taunus», «Opel Rekord».
- Професор Громов і асистентка Маша їздять на «Москвичі-2140».
- Електронік викрадає у банди автомайстерню «Jelcz-574» на шасі вантажівки «Star-660» польського виробництва.

## Цікаві факти[8]
- Під час зйомок діти швидко росли. Доводилося постійно перешивати їм костюми. Дівчинка в одному дублі посміхнулася повним ротом зубів, а в наступній сцені у неї вже передніх зубів немає!
- Музику до фільму написав композитор Євген Крилатов. Режисер змушував Крилатова по декілька разів переробляти композиції, тож одного разу Крилатов, сперечаючись з режисером, дійшов у тапочках на босу ногу і без пальта до Білоруського вокзалу, а на вулиці стояла холодна осінь.
- Оператором фільму був Олександр Полинніков, згодом режисер фільмів еротичного змісту.
- Згідно з інтерв'ю з Максимом Калініним (Корольков), Костянтин Бромберг згодом хотів запросити весь дитячий склад в інший свій гучний проєкт «Чародії», де вони б зіграли домових. Але всім батькам не сподобалося, що їхні діти повинні будуть грати нечисть.
- Фільм тричі показували по Центральному телебаченню в 1980 році (у травні, липні, грудні), а з урахуванням ранкового повтору серій під час телепрем'єри виходить чотири покази.
- Фільму був присвячений спеціальний, «дитячий» випуск «Кінопанорами» (показ на Центральному телебаченні — 18 жовтня 1980).
- Сценарій фільму був опублікований у збірнику "" Пригоди Електроніка «та інші сценарії», що вийшов у Києві 1986 року.
- Сюжет у другій серії, пов'язаний з хокейним матчем, дуже схожий на закінчення фільму «Тигри на льоду» (режисер Валентин Козачков, Альберт Осипов, 1971). У кінці того фільму так само грається хокейний фінальний матч між двома дитячими командами, і на початку матчу в одній з команд відбувається вимушена і таємна заміна — замість гравця Гната Климова, що спізнювався на матч, на лід виходить його сестра-близнюк Зіна Климова під виглядом брата. Це є порушенням правил, і в кінці матчу просто на лід вибігає однокласниця, повідомляючи всім про підміну (як Кукушкіна), проте робить це пізно — до того часу Гнат встиг прибути на матч, у перерві помінятися формою з сестрою Зіною і вийти на продовження гри (і так само, як Сироїжкін, забити шайбу).
- Пісні з фільму незабаром після телепрем'єри вийшли на платівці журналу «Кругозір» (№ 8 за 1980 рік, записані пісні «Ми — маленькі діти», «Крилаті гойдалки», «Б'є годинник на старій вежі»), на гнучкій платівці заводу «Грамзапис» (записані пісні «До чого дійшов прогрес», «Ми — маленькі діти», «Крилаті гойдалки», «Ти — людина») — в обох випадках був записаний голос Електроніка «з фільму» (виконання Олени Шуенковой, але це не фонограма фільму, а інший варіант студійного запису). На диску фірми «Мелодія» пісні Електроніка (за винятком пісні «Ти — людина») записані у виконанні солістів з Великого дитячого хору п/у В. Попова.
- Годинник на вежі з римськими цифрами. Цифри «7» і «8» показані дзеркально, тобто IIV і IIIV. Сама вежа нагадує за архітектурою Староміську ратушу в Празі, де розташовані всесвітньо відомі куранти.
- У сцені погоні Рессі за машиною, яка відвозить Електроніка, на собаку яскраво світять «задні вогні» автомобіля … Крім того, що таких ліхтарів на машинах не буває, у сцені вони ще й сильно смикаються відносно один одного.
- Журнал «Світ фантастики» поставив Електроніка на 1 місце в списку «Най-най роботи», автор написав — «Радянський кіборг ручної збірки, який мучиться складними етичними питаннями, — один з тих небагатьох» філософських каменів "у фантастичній алхімії нашого дитинства, завдяки яким навколишній світ на якийсь час дійсно ставав золотим "[9].
- Усі розмови у фільмі показані як такі, що відбуваються по-російськи, тож для глядача залишається невідомим, якою мовою «насправді» Електронік спілкувався з шефом закордонних гангстерів (чи то шеф володів російською мовою, чи то Електронік володів мовою цієї невідомої для глядачів країни). При спілкуванні Уррі із жителями СРСР теж не показано ніяких мовних труднощів.
- Назва вигаданого закордонного міста «Тайнер», ймовірно, є похідним слова «таємний». Однак, за випадковим збігом, у США насправді існують кілька населених пунктів з такою назвою (Tyner[en]).
- Як це часто буває, літературний твір і його екранізація мають чимало відмінностей: з книг Євгена Велтистова у фільм Костянтина Бромберга взято загалом тільки загальну фабулу: від професора-винахідника втік хлопчик-робот і зустрів свого живого «близнюка». Фоновою відзнакою повістей і екранізації є той глобальний факт, що у Велтистова буквально з перших сторінок робиться натяк, що дія відбувається хоч і в радянській країні, але не за життя письменника, а в невизначеному майбутньому, оскільки описуються реалії, неймовірні для радянської епохи застою: наприклад, відеотелефон, вертоліт-таксі, система клімат-контролю в готельному номері. Також є багато дрібних відмінностей: наприклад, абсолютно різні причини втечі Електроніка: якщо в книзі він утік через перенапругу в мережі під час зарядки струмом, то у фільмі він просто пішов від творця свідомо, намагаючись довести, що він теж член людського суспільства. Кіно-Електронік вміє практично все: співати, малювати, читати вірші, ну і, зрозуміло, вирішувати складні математичні і геометричні задачі, а також показувати рекорди в спортивних заходах. У книзі Електронік сильний практично лише в математиці і бігу. У повісті Велтистова більш правдоподібно пояснюється схожість Електроника й Сироїжкіна: професорові сподобалася в журналі фотографія, на якій був зображений у повний зріст хлопчик у плавках біля басейну — за цими «параметрами» Громов і зробив електронну копію хлопчика. У фільмі ж на обкладинці журналу в Сироїжкіна тільки усміхнена голова — відповідно, статури і зросту хлопчика Громов ніяк не міг визначити. Якщо в книзі Електронік міг просто бігати — швидко і на великі відстані, то у фільмі він з'являвся і зникав у просторі миттєво, а при бігу розвивав конкретну швидкість до 300 км/год. Собака Рессі у фільмі також могла лише швидко бігати і, до того ж, ще і дертися по стінах. У книзі ж вона мала складні «бабкові» крила, що дозволяли їй літати. Загалом, у трьох повістях Велтистова відбувається набагато більше пригод, подорожей і навіть «чудес» (фокуси Електроніка в Парку відпочинку, подорож Сироїжкіна за сонячними зайчиками в країну Двох вимірів, де все пласке, і багато іншого), ніж це показано у фільмі.

## Цензура
Після перших демонстрацій фільму на центральному телебаченні заключна пісня «Ти — людина» була вирізана з фільму. Імовірно, Держкіно пішло на таку цензуру тому, що текст пісні мав доволі двозначний зміст. У словах пісні йдеться про те, що «куди подме вітер — туди і хмари», «куди пастух пожене — туди підуть стада», «де рейки проклали — там ходять потяги», «по руслу протікає слухняна ріка». А в приспіві весь час повторюється, що «ти — людина, ти — сильний і сміливий, своїми руками долю свою роби». Можливо, Держкіно вбачало в тексті натяк на те, що людина повинна йти проти законів держави. У підсумку третя серія після цензури, на відміну від перших двох серій, закінчувалася без фінальних титрів, бо пісня була їх фоном. У цій версії після того, як Електронік і Рессі йдуть до школи, а навколо них збирається натовп, відразу слідував фінальний епізод з Чижиковим («Як, ви не знаєте? Канікули почалися! Ех ти, дядьку!»), який у повній версії йде вже після титрів.
Пісню повернули у фільм тільки в роки перебудови, у січні 1988 року, однак не цілком: під час звучання приспіву після третього куплету відбувається зрив музики і титрів. Найцікавіше, що зрив титрів є також і в перших двох серіях, причому в одному і тому ж місці, хоча ще наприкінці 90-х по телебаченню транслювалася версія, у якій титри перших двох серій не мали зриву. На даний момент тільки версія зі зривами в титрах всіх трьох серій виходить на DVD. Зрив титрів пов'язаний з тим, що з них було видалено прізвище диригента Оркестру Держкіно СРСР Давида Штильмана. Його син, скрипаль Артур Штильман, якраз 1979 року емігрував з СРСР до США.

## Продовження
У 2010 році режисер Костянтин Бромберг оголосив про зйомку другої частини відомого фільму. У картині мали взяти участь Володимир і Юрій Торсуєви, які зіграли Електроніка та Сироїжкіна в першій частині. Знімати тридцятисерійний серіал планувалося в США. Однак зйомки не були розпочаті.
|  | Як розповідав Бромберг, кожна серія заснована на якомусь невідомому відкритті російської науки. Електронік, згідно зі сценарієм, пережив усі негаразди останніх років. Сироїжкін став директором інституту, у якому раніше працював професор Громов. У Сергія народився син, у чому доля героя повністю збігається з моєю. Сироїжкін-молодший буде дуже схожий на батька і стане головною дійовою особою. Юрий Торсуєв |

## Долі юних акторів
- Юрій Торсуєв (Сироїжкін) керує відділом корпоративних зв'язків московських дилерів АвтоВАЗу.
- Володимир Торсуєв (Електронік) був представником Норнікеля в красноярській адміністрації. Займався митними справами. Нині живе в Новосибірську.
- Юрій та Володимир Торсуєви знялися ще двічі, будучи вже дорослими. В одному фільмі — «Незнайка з нашого двору» — вони грали близнюків-чарівників, в іншому (фантастичній казці) — молодого композитора і його двійника[12].
- Василь Скромний (Макар Гусєв) — єдиний з дітей, що знялися у фільмі, хто закінчив театральну школу при Одеській кіностудії. Пізніше закінчив морехідне училище. Спадковий моряк, зараз він — боцман далекого плавання.
- Оксана Алексєєва (Мая Свєтлова) живе у французькому Ліоні. Економіст-програміст.
- Євген Лівшиць (Чижиков) живе в Німеччині і працює музикантом-ударником. Останнім часом грає на ксилофоні, вібрафоні і марімбі в Дюссельдорфському симфонічному оркестрі. Викладає у Вищій народній школі Дюссельдорфа, доцент.
- Максим Калінін, що зіграв у фільмі роль розумника Королькова, закінчив економічний факультет МДУ і був успішним фахівцем у банківській справі. Після зйомок у «Пригодах Електроніка» в кіно він з'явився лише одного разу, у серіалі 1993 року «Кінь білий». 1 грудня 2011, у віці 43 років, Максим покінчив життя самогубством, викинувшись із вікна своєї квартири на 5-му поверсі, розташованої на Строгінському бульварі в Москві[13]. Того ж місяця вийшов випуск «Пусть говорят», присвячений Калініну, у якому інші діти-актори фільму вперше зібралися разом через понад 30 років після зйомок.
- Валерія Солуян (Кукушкіна) — закінчила медичний. Працює лікарем-дерматологом у Москві.
- Дмитро Максимов (Смирнов) займається бізнесом. Одружений. Має трьох синів.
- Оксана Фандера, яка зіграла дівчинку, яка весь час плутала прізвище Чижикова, стала відомою актрисою.

## Релізи

### (VHS\DVD)
У 1980-х роках у СРСР фільм став випускатися на ліцензійних відеокасетах компанії «Відеопрограма Держкіно СРСР» з цензурою в системі SECAM, а також перевипущено пізніше відеокомпанією «Електроніка Відео» в системі PAL. З 1990 року в СРСР та РФ випущений кінооб'єднанням «Крупний план» на відеокасетах. З 2000 року перевипущена на VHS дистриб'ютором «Майстер Тейп». Записувався зі звуком Hi-Fi Stereo.
З 2003 року фільм випускався з частковою реставрацією у відносно гарній якості зображення і звуку на DVD компаніями «Twister» (Росія) та «Українська ДіВіДі Компанія» (Україна) зі звуком Dolby Digital 5.1, а також з російськими та українськими субтитрами.